# 構内交換機

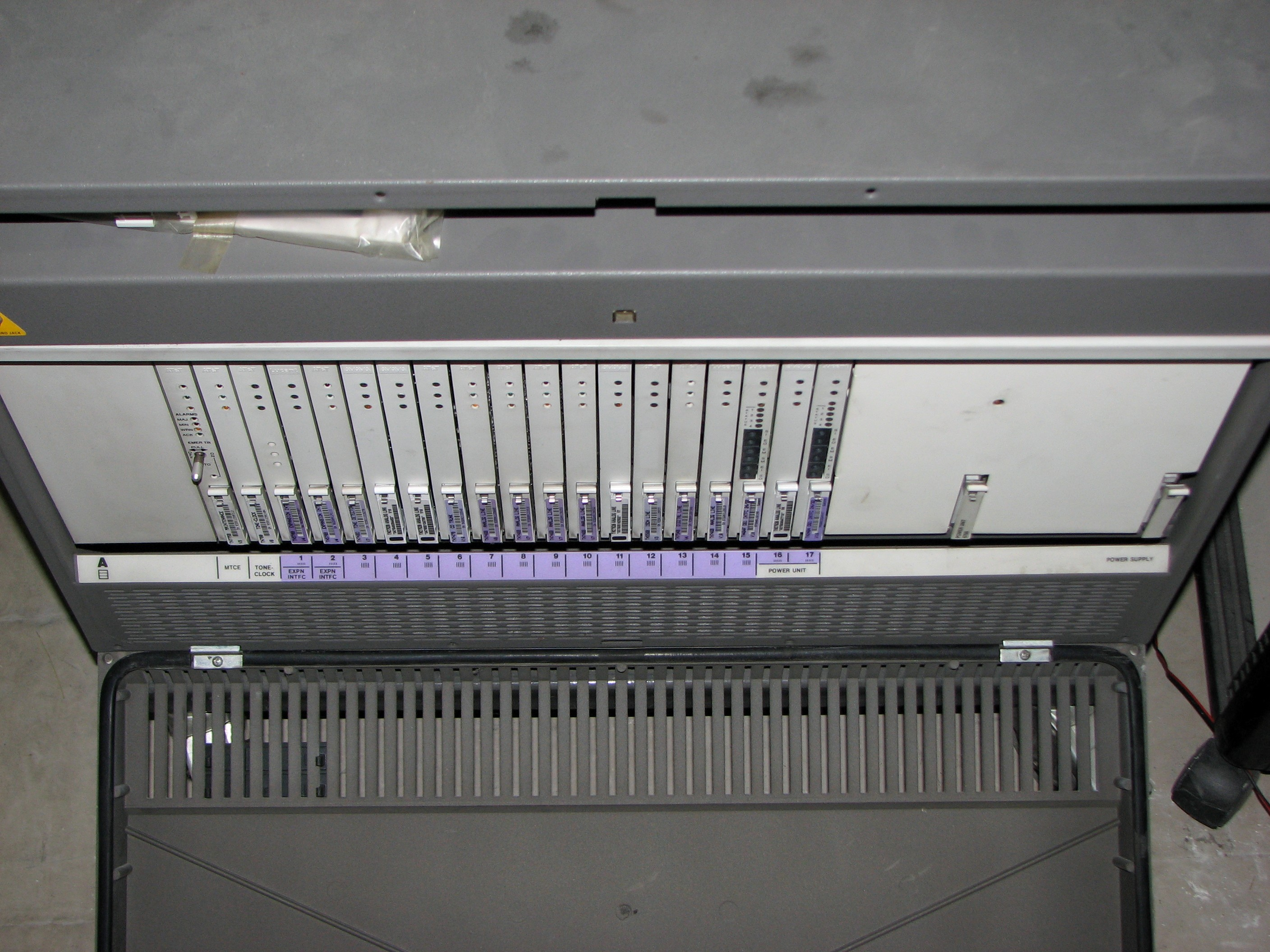
構内交換機

構内交換機（こうないこうかんき）とは、公衆交換電話網に多数の構内電話機を接続する電話交換機の事である。一般的にPBX（英：Private Branch eXchange）という略称が用いられる事が多い。回線切替機、内線集約装置、内線交換機とも呼ばれる。公衆回線に接続されず、内線電話同士での通話のみを目的とした構内交換機に限定して、PAX（英：Private Automatic eXchange）と称する場合もある。
ビジネスフォン・ホームテレホン、内線通話機能を持つISDNターミナルアダプタ・VoIPアダプタとは、収容できる外線・内線の回線数および保守対応で区分される。電気通信事業者の局内または構外で用いられる交換機は事業用として区別される。

## 構内交換機の構成
2000年代以降、必要なユニットを組み合わせて19インチラックに搭載するものが多くなっている。
電源は、停電保証時間によって異なる。長い場合は別電源装置架に交流200V、短い場合はチャージャ装置に交流100Vを供給する。

## 構内交換機の役割
構内交換機の機能は、機種や内線の構築状況によって様々だが、主に外線からの発着信の制御、内線同士の通話機能が基本となる。外線着信制御としてダイヤルイン、外線発信制御としてはLeast Cost Routing (LCR) 機能を持っているものが多い。
大規模な構内交換機は、あらかじめプログラムしてある一定の基準に応じて、構内電話機への着信選択制御 (ACD) を行い、公衆回線（外線）を介した問い合わせにも効率的に対応できる様にしたものが多い。そうした場合に用いられる構内交換機はunPBXとも呼ばれ、コンピュータに構内交換機能を付加させたものである。unPBXは、ソフトウェアを組替える事で柔軟な制御が行え、より効率的な対応が行えるため、主に家電メーカーのサポート窓口など、コールセンター向けに積極的に導入されている。大型のunPBXには自動音声応答機能を有するものもある。

## 主なメーカー
（50音順）
- 沖電気工業 : IP-PBXが中心。
- Scene Live : クラウドPBX。
- 日本電気 : コミュニケーションサーバが中心。三菱電機にOEM提供。
- VALTEC :  IP-PBX・クラウドPBXが中心。
- 日立情報通信エンジニアリング : IP-PBXが中心。
- 富士通 :  IP-PBXが中心。
- プロディライト ：クラウドPBX。
- リンク：クラウドPBX。

NTTが、各社のOEM製品を販売。

## 導入方法など
情報漏洩・通信不能の防止のため、空調設備の整った通信設備専用の施錠された部屋に設置することが望ましい。また、定額制の保守契約を結ぶことが一般的である。製造停止から年月の経ったものは、保守不能の場合がある。工事の際は、電気通信設備工事担任者の監督が必要である。

## 構内交換機の歴史
| 年           | 方式                       | メーカ           | 制御方式                               | 外線電話回線 | 外線電話回線 | 外線電話回線 | 外線電話回線   | 内線電話回線                             | 内線電話回線               | 内線端末   | 内線端末               | 内線端末 | 内線端末 | 内線端末     | 備考 |
| 年           | 方式                       | メーカ           | 制御方式                               | アナログ     | アナログ     | ISDN         | 光IP電話       | 有線                                     | 無線                       | 有線       | 有線                   | 有線     | 無線     | 無線         | 備考 |
| 年           | 方式                       | メーカ           | 制御方式                               | パルス       | トーン       | ISDN         | 光IP電話       | 有線                                     | 無線                       | 標準電話機 | 専用ボタン電話機       | IP電話機 | PHS DECT | 無線IP電話機 | 備考 |
| ------------ | -------------------------- | ---------------- | -------------------------------------- | ------------ | ------------ | ------------ | -------------- | ---------------------------------------- | -------------------------- | ---------- | ---------------------- | -------- | -------- | ------------ | --- |
| 1902年       | 手動交換機                 | 日本電信電話公社 | 交換手                                 | ○            | -            | -            | -              | 共電式                                   | -                          | ○          | -                      | -        | -        | -            | 加入電話と私設電話との接続が可能となる                                                                           |
| 1940年代     | ステップバイステップ交換機 | 日本電信電話公社 |                                        | ○            | -            | -            | -              | アナログ・パルス                         | -                          | ○          | -                      | -        | -        | -            | 内線相互通話のダイヤル自動化・外線との相互接続は交換手                                                           |
| 1950年代     | クロスバー交換機           | 日本電信電話公社 | クロスバースイッチ                     | ○            | ○            | -            | -              | アナログ・パルス                         | -                          | ○          | -                      | -        | -        | -            | 内線からの外線発信が自動化。外線から内線への通話は中継台経由または、着信を局線表示板に表示し特番で応答する方式。 |
| 1960年代     | 事業所集団電話             | 日本電信電話公社 | クロスバースイッチ                     | ○            | ○            | -            | -              | アナログ・パルス・トーン                 | -                          | ○          | -                      | -        | -        | -            | 外線から内線への直接着信も可能となった                                                                           |
| 1970年代後半 | 電子交換機                 | NTT              | 蓄積プログラム方式                     | ○            | ○            | -            | -              | アナログ・パルス・トーン                 | -                          | ○          | -                      | -        | -        | -            | 代表ダイヤルインサービス対応                                                                                     |
| 1980年代後半 | デジタル交換機             | NTT              | 蓄積プログラム・時分割スイッチ交換方式 | ○            | ○            | ○            | 外付けアダプタ | デジタルバス配線                         | マルチゾーンコードレス電話 | ○          | マイクロプロセッサ内蔵 | -        | ○        | -            | ビジネスフォンとは、回線数・設置場所・保守対応のみの差                                                           |
| 2000年代     | デジタル交換機             |                  | 蓄積プログラム・時分割スイッチ交換方式 | ○            | ○            | ○            | 外付けアダプタ | デジタルスター配線                       | マルチゾーンコードレス電話 | ○          | マイクロプロセッサ内蔵 | -        | ○        | -            | 小規模のものは、端末を共通化した同一メーカーのビジネスフォンに置き換えられるようになった。                       |
| 2010年代     | IP-PBX                     |                  | SIP・IPルーティング                    | ○            | ○            | ○            | 直接収容       | IP回線による遠隔地の端末の直接接続も可能 | マルチゾーンコードレス電話 | ○          | -                      | ○        | ○        | ○            | ソフトフォン・スマートフォンアプリケーションによる内線接続も可能                                                 |